# Гнилуша (верхний приток Москвы)
Гнилу́ша — река в Московской области России, левый приток Москвы-реки.
Протекает по территории Рузского городского округа. Берёт начало в урочище Богаево на высоте более 208 метров, к северо-западу от деревни Лызлово. Имеет левый приток — одноимённый ручей, исток которого расположен у деревень Заовражье и Неверово. Согласно планшету ВИСХАГИ P-46-82-A-a-1 (3224) этот ручей не имеет названия. Ручей является притоком второго порядка Москвы-реки.
Река Гнилуша впадает в Москву-реку в окрестностях посёлка городского типа Тучково.
Длина — 11 км. Равнинного типа. Питание преимущественно снеговое. Гнилуша обычно замерзает в середине ноября, вскрывается в середине апреля.
К верховьям этой глухой лесной реки туристы обычно выходят через бассейн соседних притоков Москвы-реки — Жуковки или Поноши.